# Камю, Арман-Гастон
Арма́н-Гасто́н Камю́ (фр. Armand-Gaston Camus; 2 апреля 1740, Париж — 2 ноября 1804, там же) — французский адвокат, участник французской революции, член Учредительного собрания и Конвента; был арестован изменником генералом Дюмурье, выдан австрийским властям и заключён в тюрьму; позже был членом Совета пятисот; отказался присягнуть наполеоновскому режиму, первый директор Национального архива Франции.